# 午夜談心
〈午夜談心〉是英國歌手哈利·斯泰爾斯的歌曲，單曲由哥伦比亚唱片於2022年6月21日發行，收錄在斯泰爾斯第三張錄音室專輯《哈利屋》。

## 製作
〈午夜談心〉是首時髦的愛情歌曲，風格上被視為軟式搖滾和节奏布鲁斯。哈利·斯泰爾斯和凯德·哈普尔共同創作，歌曲以g小調譜寫，每分鐘115拍，斯泰爾斯的音域範圍介於F4和G5之間。AllMusic的尼爾·Z·楊（Neil Z. Yeung）形容〈午夜談心〉如同一陣微風，用合成器帶來新鮮愛情和諾大承諾。《新音乐快递》的賴安·戴利（Rhian Daly）認為這首閃耀著80年代光輝的歌曲有望和主打〈回不去〉競爭最靚的仔。

## 發行與宣傳
斯泰爾斯在4月15日傍晚的科切拉音乐节首度獻唱〈午夜談心〉，接著又在專輯發售前夕的《今天》花旗夏日演唱會上表演歌曲。5月20日，〈午夜談心〉和斯泰爾斯第3張錄音室專輯《哈利屋》一同發行，且作為專輯第2支單曲，哥伦比亚唱片於6月21日將其派台至美國當代熱門電台。7月15日派台至義大利電台。音樂錄影帶於7月13日公開，影片中斯泰爾斯穿著睡衣表演，他分別和多個夥伴躺在不同的床上出現在各地，地點包含畫廊、街道、戲院和陰天。

## 商業表現
歌曲表現強勁，首周售出4千9百份並累計6600萬串流點聽，空降Billboard Global 200亞軍和不計算美國成績的季軍。〈午夜談心〉成功登上多國音樂排行榜，它成為台灣冠軍，並排在澳大利亚、希臘、愛爾蘭、新西兰、英國等地排行第2。

## 製作團隊
人員名單來自〈午夜談心〉YouTube簡介和Music Notes。
- 凯德·哈普尔（英语：Kid Harpoon） – 貝斯吉他、鼓組節奏機、鼓、電吉他、工程、鈴鼓、合成器、詞曲創作、製作人

- 哈利·斯泰爾斯 – 詞曲創作
- 泰勒·強森 – 背景和聲、製作人
- 阿萊娜·羅傑斯（Alayna Rodgers） – 背景和聲
- 印第亞·布德拉姆（India Boodram） – 背景和聲
- 傑里米·海切爾（Jeremy Hatcher） – 工程、錄音工程
- 蓋瑞·普羅希特（Garry Purohit） – 助理工程
- 卢克·吉布斯（Luke Gibbs） – 助理工程
- 阿黛爾·菲利普（Adele Phillips） – 助理工程
- 喬許·考爾德（Josh Caulder） – 助理工程
- 喬·多爾蒂（Joe Dougherty） – 助理工程
- 斯派克·斯滕特（英语：Spike Stent） – 混音工程
- 馬特·沃拉克（Matt Wolach） – 助理工程
- – 母帶工程

## 榜單表現
| 排行榜（2022年）                         | 排名 |
| ---------------------------------------- | ---- |
| 阿根廷 （Argentina Hot 100）             | 36   |
| 澳大利亚（澳大利亚唱片业协会榜）         | 2    |
| 奧地利（Ö3四十強單曲榜）                 | 9    |
| 比利时佛兰德（Ultratop五十強單曲榜）     | 10   |
| 比利時瓦隆（Ultratop五十強單曲榜）       | 14   |
| 加拿大（Canadian Hot 100）               | 3    |
| 加拿大（《告示牌》AC）                   | 6    |
| 加拿大（《告示牌》CHR/Top 40）           | 3    |
| 加拿大（《告示牌》Hot AC）               | 1    |
| 克羅埃西亞（《告示牌》Croatia Songs）    | 10   |
| 克羅埃西亞（克羅埃西亞電台榜）           | 6    |
| 捷克（百強數位單曲榜）                   | 6    |
| 丹麥（Hitlisten）                        | 9    |
| 芬蘭（芬蘭官方單曲榜）                   | 15   |
| 法國（法國唱片出版業公會單曲榜）         | 32   |
| 德國（德國官方榜單）                     | 83   |
| 全球（Billboard Global 200）             | 2    |
| 希臘（國際唱片業協會希臘分會國際單曲榜） | 2    |
| 匈牙利（四十強串流榜）                   | 14   |
| 冰島（Plötutíðindi）                     | 4    |
| 印度（印度音乐产业协会）                 | 10   |
| 愛爾蘭（愛爾蘭唱片音樂協會单曲榜）       | 2    |
| 意大利（意大利音乐产业联盟）             | 25   |
| 日本（《日本公告牌》Hot Overseas）       | 9    |
| 黎巴嫩（黎巴嫩官方二十强榜）             | 17   |
| 立陶宛（AGATA）                          | 5    |
| 盧森堡（《告示牌》Luxembourg Songs）     | 7    |
| 馬來西亞（馬來西亞唱片業協會）           | 6    |
| 墨西哥（《告示牌》Mexico Airplay）       | 1    |
| 荷蘭（荷蘭四十強單曲榜）                 | 11   |
| 荷蘭（百大單曲榜）                       | 6    |
| 新西兰（新西兰官方音乐榜）               | 2    |
| 挪威（VG-lista單曲榜）                   | 9    |
| 巴拉圭（巴拉圭唱片公司管理協會）         | 71   |
| 菲律賓（《告示牌》Philippines Songs）    | 25   |
| 波蘭（波蘭百強電台榜）                   | 7    |
| 葡萄牙（葡萄牙唱片業協會）               | 3    |
| 新加坡（新加坡唱片業協會）               | 5    |
| 斯洛伐克（電台百大單曲榜）               | 44   |
| 斯洛伐克（百強數位單曲榜）               | 4    |
| 南非（南非唱片工业协会）                 | 15   |
| 韓國（Gaon下載榜）                       | 130  |
| 西班牙（西班牙音樂製作協會）             | 49   |
| 瑞典（瑞典最熱榜）                       | 9    |
| 瑞士（瑞士熱門音樂榜）                   | 11   |
| 台灣（HITO西洋排行榜）                   | 1    |
| 英國（官方榜單公司單曲榜）               | 2    |
| 美國（Billboard Hot 100）                | 3    |
| 美國（《告示牌》Adult Contemporary）     | 11   |
| 美國（《告示牌》Adult Pop Airplay）      | 1    |
| 美國（《告示牌》Dance/Mix Show Airplay） | 8    |
| 美國（《告示牌》Pop Airplay）            | 1    |
| 越南（Vietnam Hot 100）                  | 53   |

| 排行榜（2022年）           | 排名 |
| -------------------------- | ---- |
| 捷克（百強數位單曲榜）     | 36   |
| 斯洛伐克（百強數位單曲榜） | 26   |

| 排行榜（2022年）                          | 排名 |
| ----------------------------------------- | ---- |
| 澳大利亚（澳大利亚唱片业协会）            | 37   |
| 比利时佛兰德（Ultratop單曲榜）            | 61   |
| 比利時瓦隆（Ultratop單曲榜）              | 80   |
| 加拿大（Canadian Hot 100）                | 21   |
| 丹麥（Tracklisten）                       | 90   |
| 全球（Billboard Global 200）              | 62   |
| 荷蘭（荷蘭四十強單曲榜）                  | 29   |
| 荷蘭（荷蘭百大單曲榜）                    | 65   |
| 英國（官方榜單公司單曲榜）                | 32   |
| 美國（Billboard Hot 100）                 | 25   |
| 美國（《告示牌》Adult Contemporary）      | 28   |
| 美國（《告示牌》Adult Pop Airplay Songs） | 16   |
| 美國（《告示牌》Pop Airplay Songs）       | 12   |

## 銷量認證
| 國家或地區                                               | 認證 | 認證單位/銷量 |
| -------------------------------------------------------- | ---- | ------------- |
| 澳大利亞（澳大利亞唱片業協會）                           | 白金 | 70,000‡       |
| 加拿大（加拿大音樂協會）                                 | 白金 | 80,000‡       |
| 丹麥（國際唱片業協會丹麥分會）                           | 金   | 45,000‡       |
| 英國（英國唱片業協會）                                   | 金   | 400,000‡      |
| 美國（美國唱片業協會）                                   | 金   | 500,000‡      |
| - ‡僅含認證的串流媒體+實際銷量 - †僅含認證的串流媒體銷量 |      |               |